# Небратська сільська рада
| Небратська сільська рада — колишній орган місцевого самоврядування у Бородянському районі Київської області з адміністративним центром у с. Небрат. Сільській раді підпорядковані населені пункти: - с. Небрат - с. Берестянка - с. Михайленків |

## Склад ради
Рада складається з 14 депутатів та голови.

### Керівний склад ради
| ПІБ                       | Основні відомості                                                         | Дата обрання | Дата звільнення |
| ------------------------- | ------------------------------------------------------------------------- | ------------ | --------------- |
| Яременко Ірина Вікторівна | Сільський голова, 1976 року народження, освіта                            | 26.03.2006   | 31.10.2010      |
| Яременко Ірина Вікторівна | Сільський голова, 1976 року народження, освіта вища, член Партії регіонів | 31.10.2010   |                 |

Примітка: таблиця складена за даними джерела